# Pseudocyclosorus esquirolii
Pseudocyclosorus esquirolii är en kärrbräkenväxtart som först beskrevs av Carl Frederik Albert Christensen och som fick sitt nu gällande namn av Ren-Chang Ching.
Pseudocyclosorus esquirolii ingår i släktet Pseudocyclosorus och familjen Thelypteridaceae. Inga underarter finns listade i Catalogue of Life.